# Bolemoreus
Bolemoreus — рід горобцеподібних птахів родини медолюбових (Meliphagidae). Містить 2 види, яких традиційно відносили до роду Lichenostomus. Обидва види поширені на північному сході Австралії.

## Види
- Медник окуляровий (Bolemoreus hindwoodi)
- Медник чорновусий (Bolemoreus frenatus)